# دفتر مخصوص شهبانو فرح پهلوی

پرچم رسمی عُلیاحضرت شهبانوی ایران

دفترِ مخصوص شهبانو، نام رسمی دفتر شهبانوی ایران، فرح پهلوی بود که در چهارچوب مسؤولیت‌های وی به‌عنوان شهبانوی ایران، دارای چهار بخشِ آموزش و پرورش، بخشِ بهداشت و درمان، بخش رفاه اجتماعی و بخش فرهنگ و هنر بود. دفتر مخصوص هماهنگ‌کنندهٔ سازمان‌های تحت ریاست شهبانو بود. پس از انقلاب نیز این دفتر تحت نظارت شهبانو و با ریاست کامبیز آتابای به فعالیت خود ادامه داد.
دفتر مخصوص شهبانو در ساختمان کنونی پژوهشگاه دانش‌های بنیادی در نیاوران، تهران قرار داشت.
دفتر مخصوص، پایه‌گذارِ جمعیت حمایت کودکان بی‌سرپرست، کانون پرورش فکری کودکان و نوجوانان، بنیاد فرهنگ ایران (پژوهشگاه علوم انسانی و مطالعات فرهنگی)، جمعیت کمک به جذامیان، موزه فرش ایران، موزه هنرهای معاصر تهران و هم‌چنین جشنواره‌های مهم فرهنگی از جمله جشن هنر شیراز و جشنواره بین‌المللی فیلم تهران بود.

## روسای دفتر مخصوص
کریم‌پاشا بهادری،، هوشنگ نهاوندی، سید حسین نصر و رضا تقی‌زاده از روسای دفتر مخصوص شهبانو بودند.

## نگارخانه

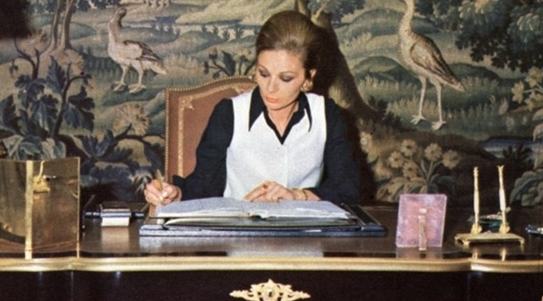
فرح پهلوی شهبانوی ایران در پشت میزکار در دفتر مخصوص شهبانو. سال ۱۳۵۴ خورشیدی
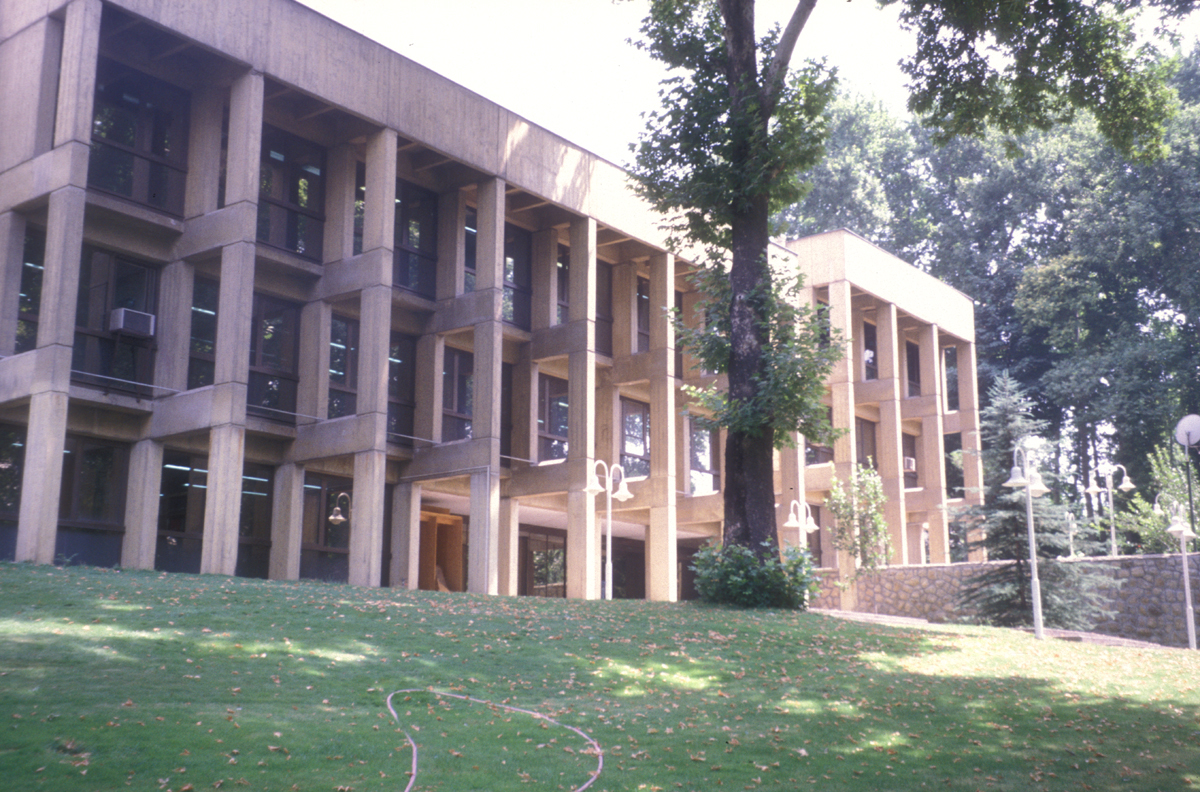
نمایی بیرونی از دفتر مخصوص شهبانو که توسط کامران دیبا، معاصر مُدرنیست ایرانی، طراحی و ساخته‌شد.
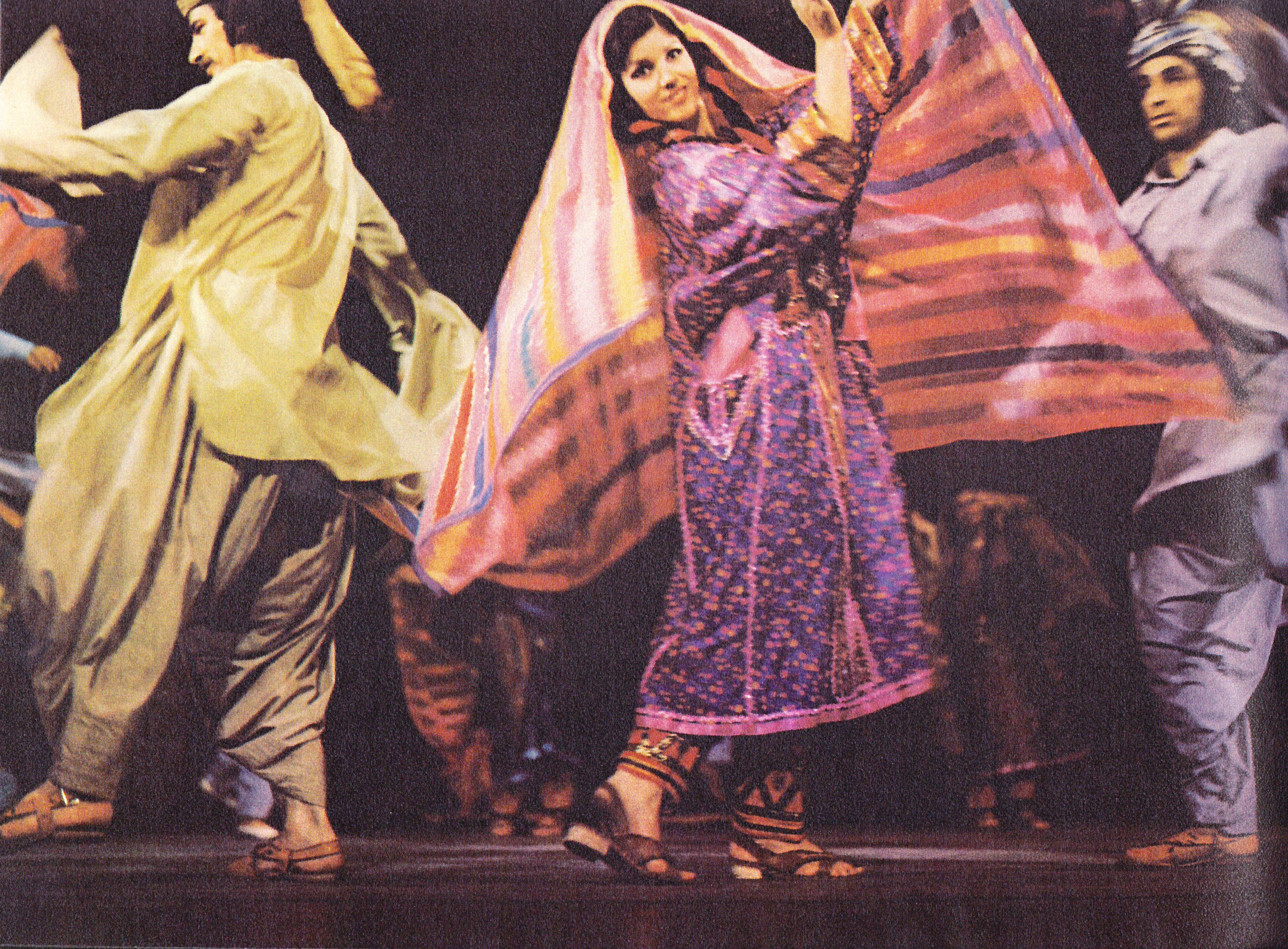
رقص محلی ایرانی در آیین گشایش دفتر مخصوص شهبانو فرح پهلوی، ۱۳۵۴ خورشیدی